# Theodore Stephenson
Sir Theodore Edward Stephenson (Weymouth, 1856 – 1928) è stato un generale britannico.

## Biografia
Educato al Marlborough College, Stephenson ottenne il ruolo di ufficiale nel 56th Regiment of Foot nel 1874. Egli prestò servizio nella Seconda guerra boera nella quale comandò una colonna che prese parte all'accatto a Plessis Poort. Egli prestò servizio inoltre nella Ribellione zulu del 1905 e divenne General Officer Commanding della 6th Division nel 1906, General Officer Commanding della 2nd Division nel 1907 e Comandante delle Troops in the Straits Settlements nel 1910. Prestò servizio durante la prima guerra mondiale come General Officer Commanding della 65th Division prima del suo definitivo ritiro a vita privata nel 1918.